# Porsche 910
Porsche 910 är en sportvagn, tillverkad av den tyska biltillverkaren Porsche mellan 1966 och 1967.

## Porsche 910

### 910-6
Porsche 910 var en vidareutveckling av 906:an. Karossen hade fått förbättrad aerodynamik och de höga femtontumshjulen byttes mot mer racingmässiga trettontumshjul. De nya hjulen, som köptes från formel 1-stallet Team Lotus, gjorde bilen lägre och fälgarna med centrummutter gjorde depåbesöken snabbare.

### 910-8
Porsche byggde även ett antal 910:or med den åttacylindriga motorn från formel 1-bilen 804.

## Tekniska data
| Tekniska data               | 910-6                                                              | 910-8                                                                 |
| --------------------------- | ------------------------------------------------------------------ | --------------------------------------------------------------------- |
| Motor:                      | 6-cylindrig boxermotor                                             | 8-cylindrig boxermotor                                                |
| Kylning:                    | Luftkylning                                                        | Luftkylning                                                           |
| Cylindervolym:              | 1991 cm³                                                           | 2195 cm³                                                              |
| Borrning x slaglängd:       | 80,0 x 66,0 mm                                                     | 80,0 x 54,6 mm                                                        |
| Max effekt vid varvtal:     | 220 hk vid 8 000 v/min                                             | 270 hk vid 8 600 v/min                                                |
| Max vridmoment vid varvtal: | 206 Nm vid 6 400 v/min                                             | 235 Nm vid 7 000 v/min                                                |
| Kompression:                | 10,3 : 1                                                           | 10,2 : 1                                                              |
| Ventilstyrning:             | En överliggande kamaxel per cylinderrad, 2 ventiler per cylinder   | Dubbla överliggande kamaxlar per cylinderrad, 2 ventiler per cylinder |
| Bränslesystem:              | Bosch bränsleinsprutning                                           | Bosch bränsleinsprutning                                              |
| Växellåda:                  | 5-växlad manuell                                                   | 5-växlad manuell                                                      |
| Hjulupphängning fram:       | Dubbla tvärlänkar, skruvfjädrar, krängningshämmare                 | Dubbla tvärlänkar, skruvfjädrar, krängningshämmare                    |
| Hjulupphängning bak:        | Snett bakåtriktade triangellänkar, skruvfjädrar, krängningshämmare | Snett bakåtriktade triangellänkar, skruvfjädrar, krängningshämmare    |
| Chassi & kaross:            | Fackverksram med plastkaross                                       | Fackverksram med plastkaross                                          |
| Hjulbas:                    | 230 cm                                                             | 230 cm                                                                |
| Torrvikt:                   |                                                                    | Ca. 500 kg                                                            |

## Tävlingsresultat

### Sportvagns-VM 1967
Säsongen 1967 tävlade 910:an i prototypklassen för tvålitersvagnar. Porsche tog sin första totalseger i sportvagns-VM sedan 1960 med 910:an. Det skedde vid Nürburgring 1000 km, där Porsche tog en trippelseger med Udo Schütz och Joe Buzzetta på första, Paul Hawkins och Gerhard Koch på andra och Jochen Neerpasch och Vic Elford på tredje plats.
Tillsammans med poängen tagna med efterträdaren Porsche 907 vann Porsche lilla prototypklassen 1967.